# Saint-Marcel-Campes
Saint-Marcel-Campes település Franciaországban, Tarn megyében. Lakosainak száma 230 fő (2022. január 1.). Saint-Marcel-Campes Bournazel, Cordes-sur-Ciel, Lacapelle-Ségalar, Laparrouquial, Livers-Cazelles, Salles és Le Ségur községekkel határos.

## Népesség
A település népessége az elmúlt években az alábbi módon változott:
| Lakosok száma | 209  | 206  | 210  | 210  | 212  | 213  | 211  | 220  | 230  |
|               | 2013 | 2015 | 2016 | 2017 | 2018 | 2019 | 2020 | 2021 | 2022 |